# 15278 Pâquet
15278 Pâquet è un asteroide della fascia principale del diametro medio di circa 34,66 km. Scoperto nel 1991, presenta un'orbita caratterizzata da un semiasse maggiore pari a 3,9839950 UA e da un'eccentricità di 0,2159620, inclinata di 9,29777° rispetto all'eclittica.